# Дом учёных (Львов)
Дом учёных (бывшее дворянское казино, графское казино, народное казино, казино Герхарда) — памятник архитектуры во Львове (Украина). Находится в центральной части города, на улице Листопадового Чина, 6.
Здание было выстроено в 1897—1898 годах по проекту известных венских архитекторов Германа Гельмера и Фердинанда Фельнера, авторов проекта Венской обсерватории, Одесского и Черновицкого оперных театров, нового здания гостиницы «Жорж» во Львове. Архитекторы вдохновлялись образцами дворцовой архитектуры среднеевропейского барокко. Импозантное решение фасадов здания, изысканная элегантность интерьеров сочетаются в здании со смелой конструкцией мастерски врезанной лестничной галереи вестибюля.
С 1918 до 1939 года в здании функционировало казино. В годы Второй мировой войны в нём разместился пункт набора молодёжи на каторжные работы в Германии. С 1948 года стал функционировать как Дом учёных. В настоящее время здание принадлежит Львовской областной организации профсоюза работников образования и науки Украины.
Интерьеры здания часто использовались для киносъёмок, в том числе для фильма «Д’Артаньян и три мушкетёра».
В 1998 году в здании находился львовский областной избирательный штаб кандидата на должность президента Украины Леонида Кучмы.
В настоящее время в Доме регулярно проводятся Львовские балы.

## Галерея

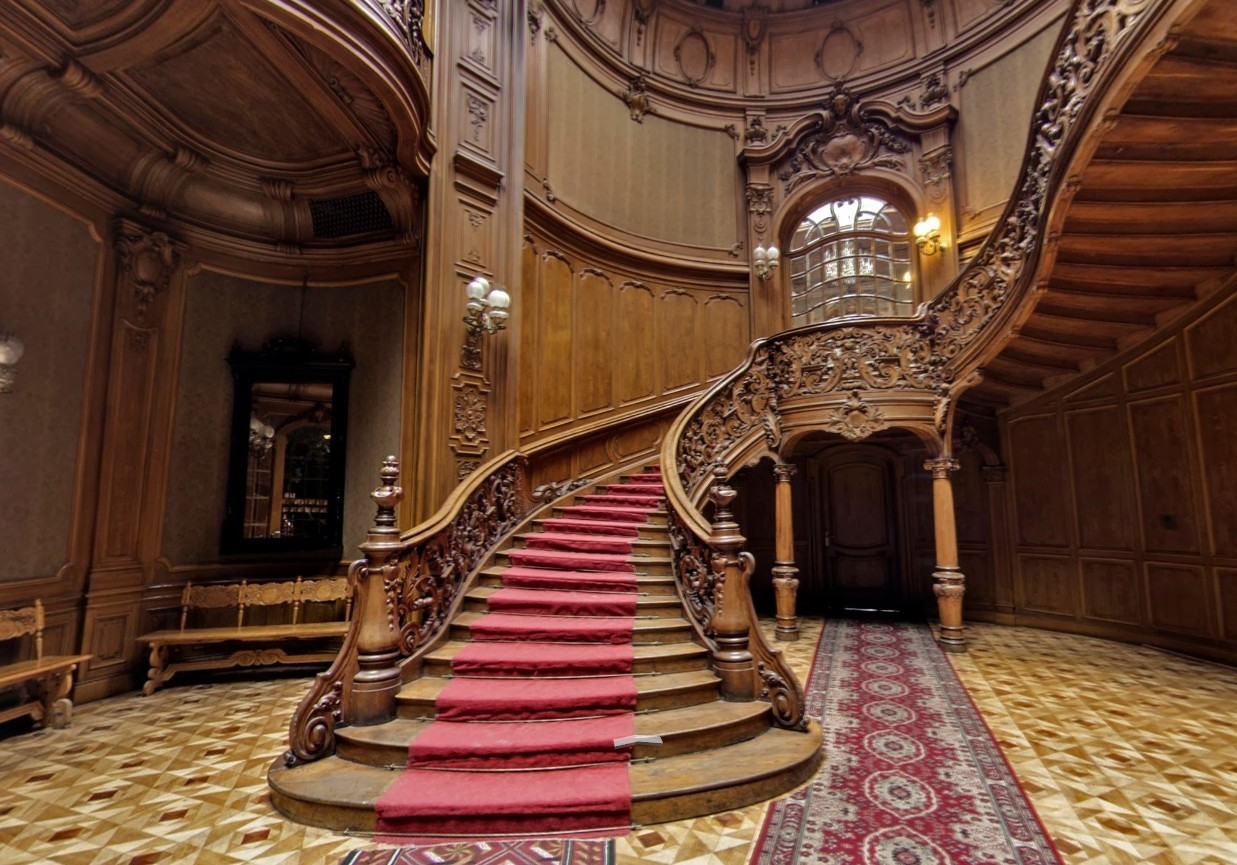
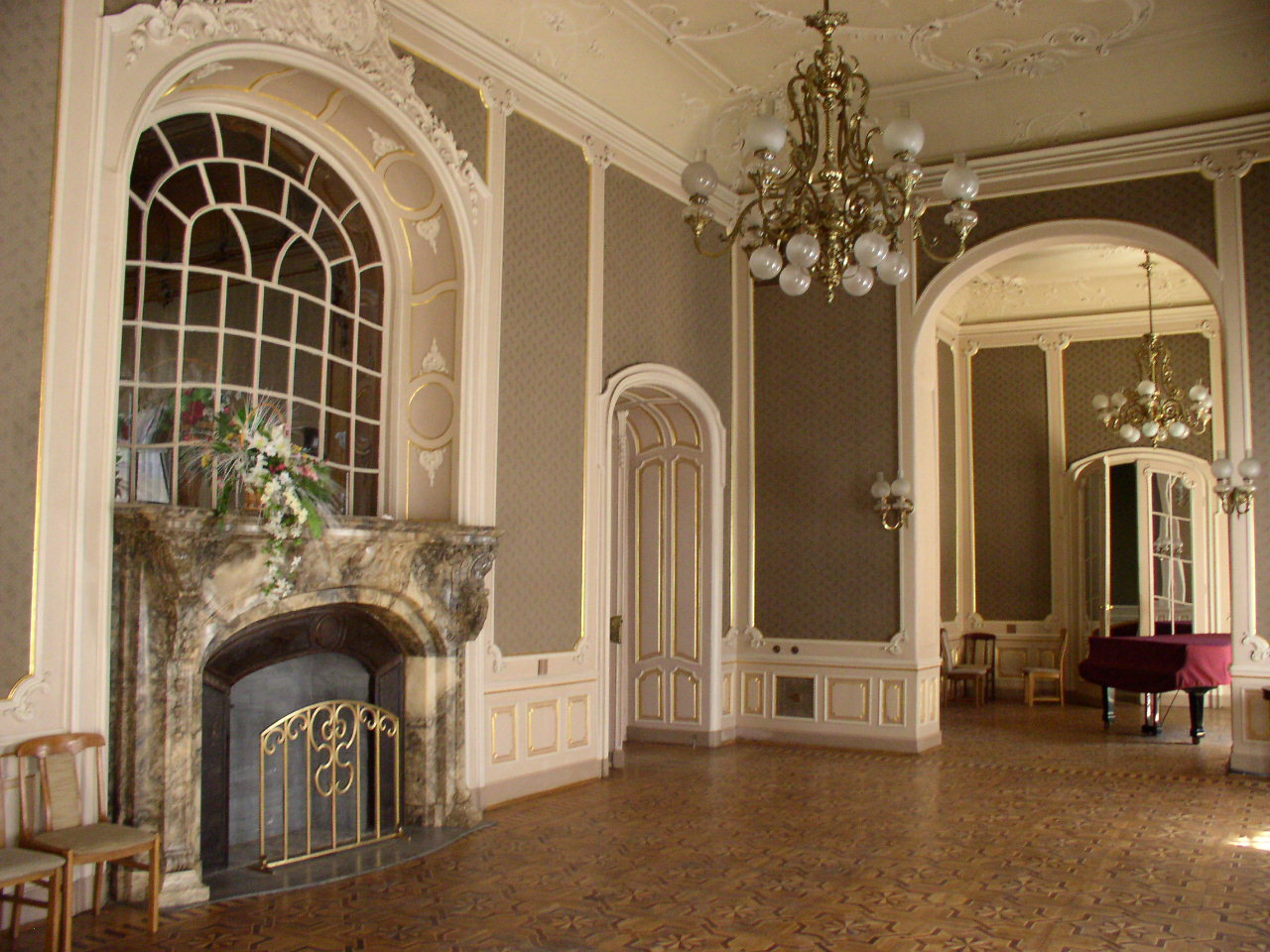
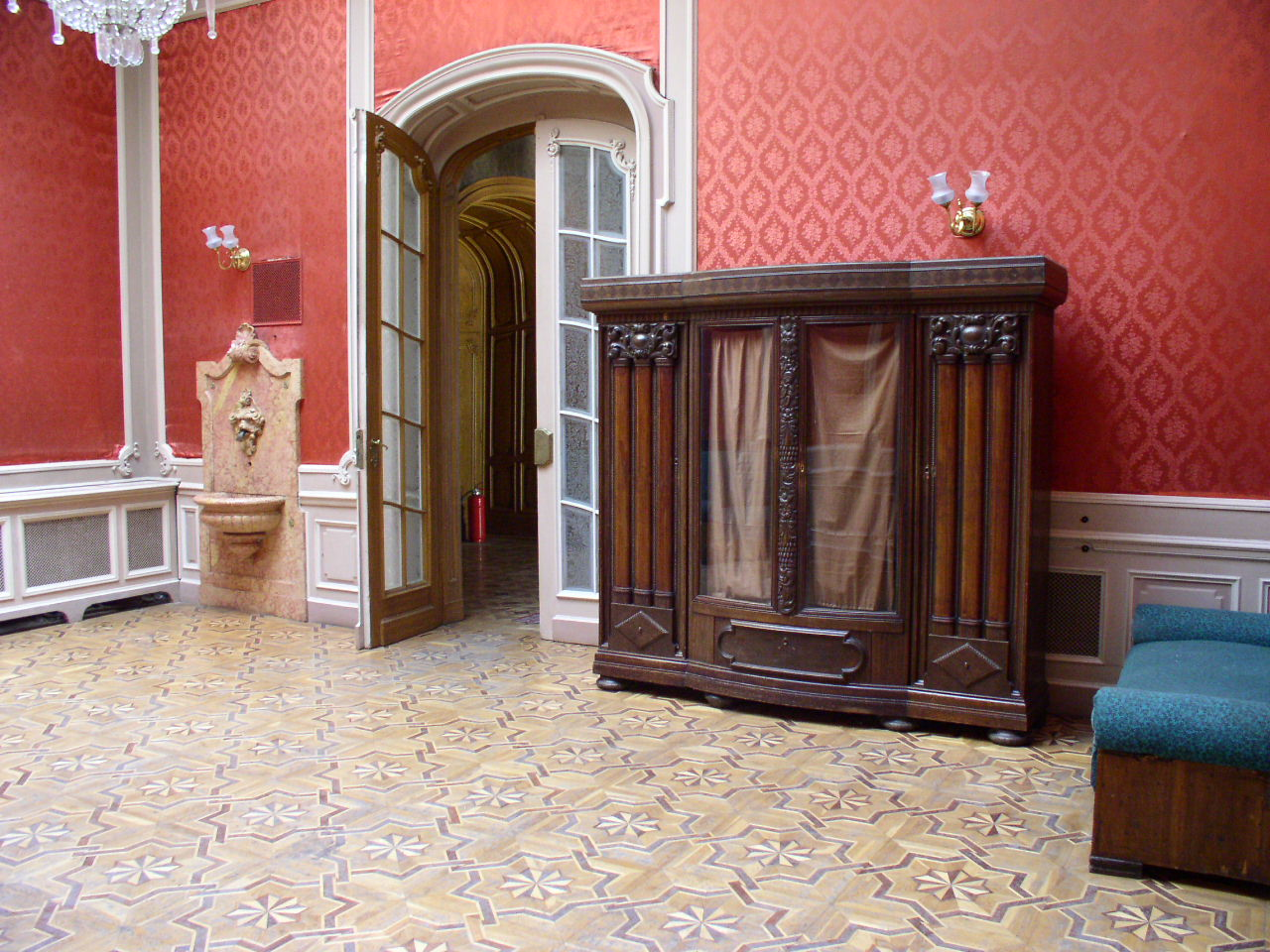
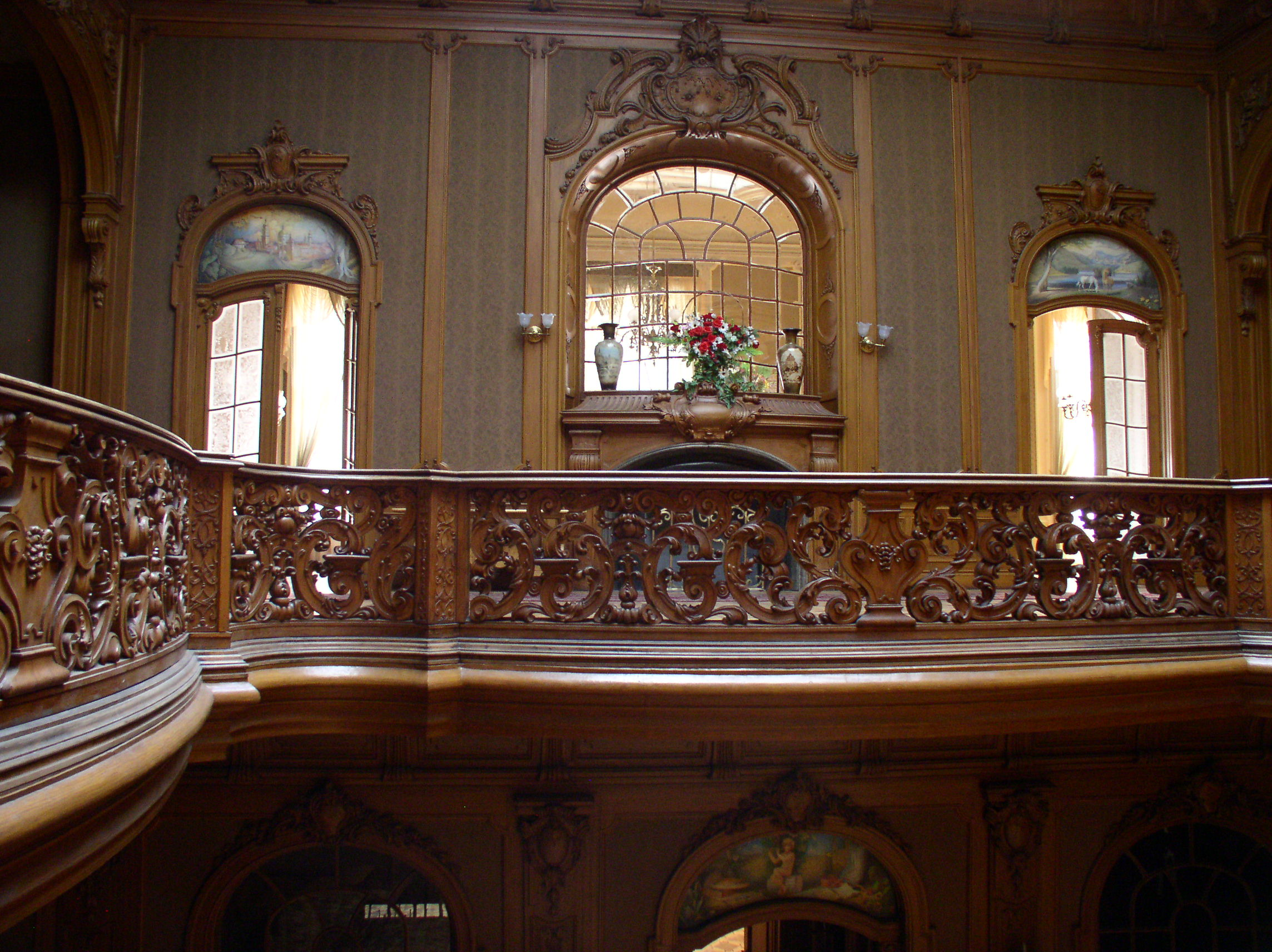
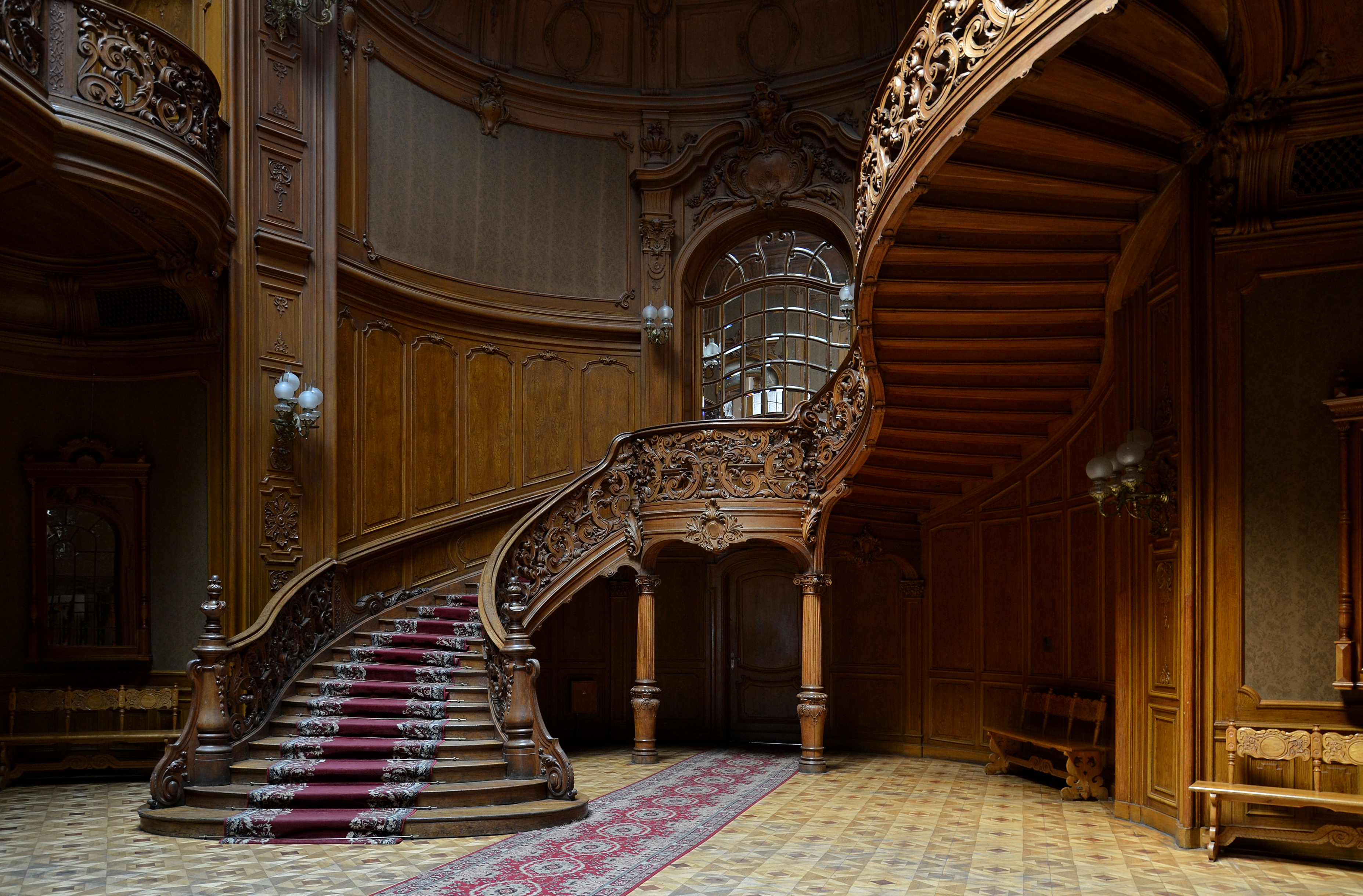